# Project Gutenberg
A Project Gutenberg (magyarul Gutenberg terv, rövidítése PG) egy közösségi közreműködéssel szerveződő gyűjtemény, melynek célja a kulturális művek digitális megőrzése, „az elektronikus könyvek létrehozásának és terjesztésének támogatása”.
1971-ben alapította Michael S. Hart, így ez a legrégebbi digitális könyvtár a világon. A kollekció nagy része közkincs könyvek teljes szövegét tartalmazza. A könyvtár célja a lehető legszabadabb, lehetőleg rendszerfüggetlen (a technológia fejlődése mellett is használható formátumú), nyílt formájú szövegek publikálása, amik szinte minden számítógép alapú eszközön használhatóak. 2010-ben több mint 30 000 szabadon elérhető szöveg szerepel a weblapján, és több mint 100 000 olyan további hivatkozás, ami olyan partnereknél elérhető szövegekre mutat, akik ugyanazon elveket követik, mint a PG, és lehetőséget kaptak a Project Gutenberg védjegy használatára.
Ahol csak lehetséges a művek sima szöveges formátumban („plain text”) vannak, bár számos egyéb formában is elérhetőek (pl. HTML, PDF, EPUB, MOBI, és Plucker). Bár a legtöbb könyv angol nyelvű, számos nemzeti nyelven írt szöveget is találhatunk a gyűjteményben.
A PG szoros kapcsolatban áll a Digital Proofreadersszel, ami egy, a digitalizált szövegek internetes közösségi lektorálását végző szervezet.